# پشه‌های چهارچشمی
پشه‌های چهارچشمی (نام علمی: Perissommatidae) نام یک تیره از راسته مگس است.